# Гобеле (Власеница)
Гобеле (серб. Гобеље / Gobelje) — село в общине Власеница Республики Сербской Боснии и Герцеговины. Население составляет 180 человек по переписи 2013 года.